# Otto Kähler (Admiral)

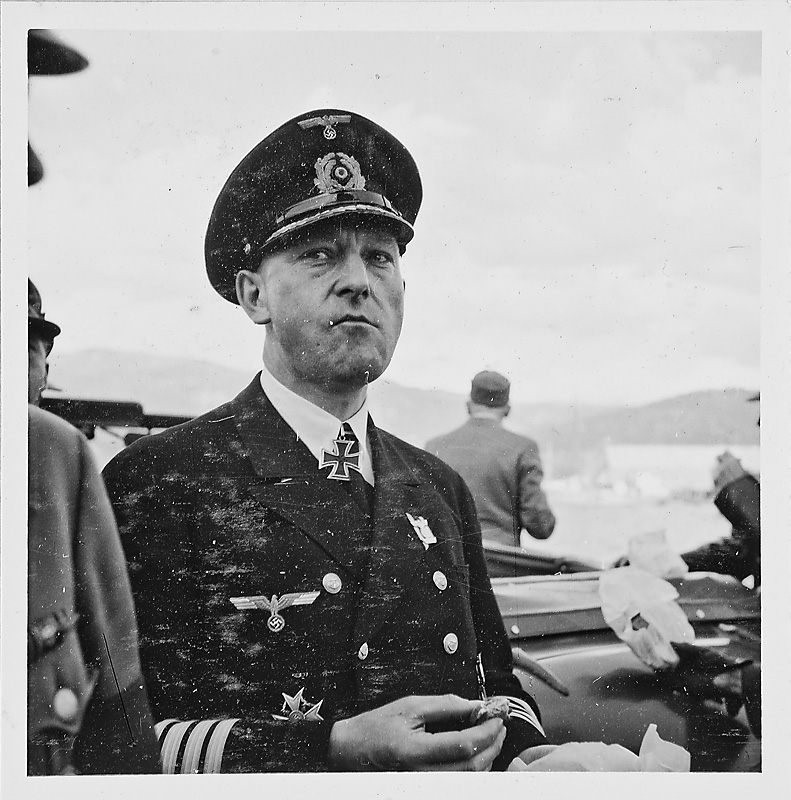
Kapitän zur See Otto Kähler, 1942

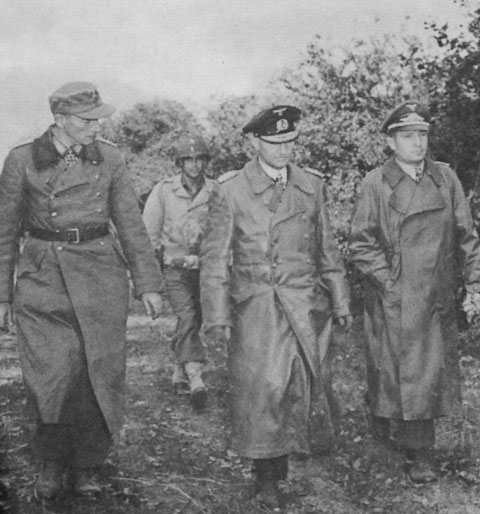
Generalmajor Hans von der Mosel (links), Konteradmiral Otto Kähler (Mitte) und Generalmajor Hans Kroh (rechts) kapitulieren in Brest am 18. September 1944

Otto Kähler (* 3. März 1894 in Hamburg; † 2. November 1967 in Kiel) war ein deutscher Marineoffizier, zuletzt Konteradmiral im Zweiten Weltkrieg.

## Leben

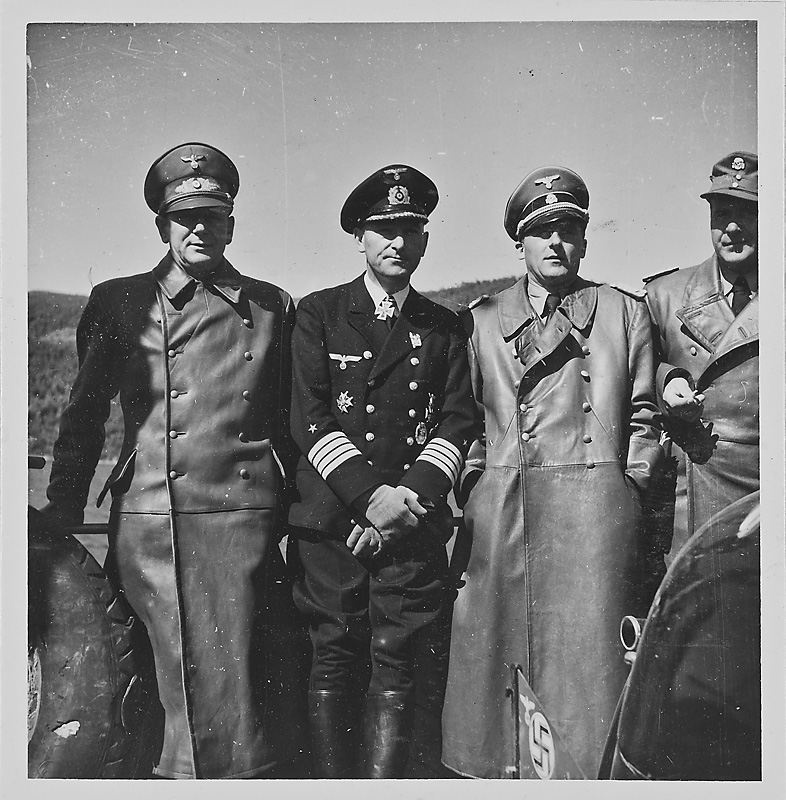
Fritz Johlitz, Kapitän zur See Otto Kähler, Rudolf Schiedermair und Hans Keller auf der Fähre zwischen Bodø und Narvik 1942.

Kähler trat, nachdem er bereits seit 1909 bei der Handelsmarine gefahren war, am 1. April 1914 als Einjährig-Freiwilliger in die Kaiserliche Marine ein und absolvierte seine Grundausbildung auf dem Großen Kreuzer Hansa. Vor Ausbruch des Ersten Weltkriegs erfolgte seine Versetzung am 29. Juli 1914 auf den Großen Kreuzer Roon, wo er bis 6. Februar 1916 Dienst versehen sollte. Anschließend erhielt Kähler bis 1. Juni 1916 an der Unterseebootschule eine entsprechende Ausbildung und wurde bis 16. Oktober 1916 als Wachoffizier bei der Unterseebootsflottille Kurland verwendet. In der Zwischenzeit hatte man ihn am 13. Juli 1916 vom Vizesteuermann der Reserve zum Leutnant zur See der Reserve befördert. Man versetzte Kähler zur Unterseebootsflottille Flandern und setzte ihn als Wachoffizier auf UB 30 und UB 112 ein. Nach Kriegsende wurde er zunächst vom 19. Dezember 1918 bis 30. Juni 1919 beurlaubt, danach bis 20. April 1920 als Adjutant und Wachoffizier bei der V. Ostsee-Minensuchflottille eingesetzt und dann abermals bis 8. September 1920 beurlaubt. Während dieser Zeit erwarb er an der Seefahrtschule das Patent Kapitän auf großer Fahrt.
Am 9. September 1920 wurde er in den aktiven Dienst übernommen und am 28. September 1920 zum Oberleutnant zur See befördert. Vom 8. November 1920 bis 4. Juni 1921 war Kähler als Kommandant des Minensuchbootes M 75 der 12. Halbflottille zugeteilt. Anschließend versah er bis 30. Januar 1921 als Referent und Adjutant beim Personalamt Nordsee Dienst, bevor er bis 30. September 1922 den Tender M 134 kommandierte. Die kommenden drei Jahre gehörte er der 4. Torpedobootshalbflottille an und wurde hier als Wachoffizier auf T 151 und später als Kommandant auf T 153 eingesetzt. Am 1. Oktober 1925 erfolgten seine Versetzung zur II. Torpedobootsflottille und seine Verwendung als Flaggleutnant. Zeitgleich fungierte er in der Folge als Kommandant von T 196 und T 185. Vom 26. November 1927 bis 30. September 1929 gehörte er als Admiralstabsoffizier dem Stab des Befehlshabers der Seestreitkräfte der Nordsee an und absolvierte dann bis 6. April 1931 den Führergehilfenlehrgang. In der Folgezeit wurde er bis 27. März 1933 als Kompaniechef an der Marineschule Friedrichsort verwendet. Es folgte anschließend seine Versetzung auf den Leichten Kreuzer Karlsruhe als Navigationsoffizier sowie die Beförderung zum Korvettenkapitän am 1. Dezember 1933. Bis 7. November 1937 war Kähler dann in der Marineleitung (ab 11. Januar 1936 Oberkommando der Marine) als Referent in der Schiffahrts- und Operationsabteilung im Marinekommandoamt tätig und wurde in dieser Position am 1. Juli 1937 zum Fregattenkapitän befördert. Vom 10. November 1937 bis 18. März 1938 wurde er zur Verfügung der Inspektion des Bildungswesens der Marine gestellt und dann als Kommandant des Schulschiffes Gorch Fock eingesetzt. Als solcher erhielt er am 1. April 1939 seine Beförderung zum Kapitän zur See.
Er verblieb über den Beginn des Zweiten Weltkriegs an Bord und war vom 6. September bis 15. Oktober 1939 Führer der Vorpostenboote West. Anschließend absolvierte er die Baubelehrung von Schiff 10, dem späteren Hilfskreuzer Thor, dessen Kommandant Kähler ab 15. März 1940 dann war. Am 5. Dezember 1940 lieferte sich die Thor ein Gefecht mit dem unter dem Kommando von Henry Noel Marryat Hardy stehenden britischen Hilfskreuzer HMS Carnarvon Castle (20.122 BRT, 8 × 15,2-cm-Geschütze). Die Zeit auf der Thor wurde später von ihm selbst als höchster Punkt in seiner Karriere angesehen. Bis zum Ende seines Kommandos am 20. Juli 1941 erlangte er eine aufgebrachte bzw. versenkte Tonnage von insgesamt 96.603 BRT. Zu seinen Versenkungen zählte u. a. auch das britische Passagierschiff Britannia.
Nachdem Kähler das Kommando an seinen Nachfolger Kapitän zur See Günther Gumprich abgegeben hatte, war er bis 30. Juni 1942 als Abteilungschef im Schifffahrtsamt des Reichsverkehrsministeriums tätig und kam dann bis 15. Oktober 1942 als Marineverbindungsoffizier zum Reichskommissar für die Seeschifffahrt. Anschließend versetzte man Kähler als Chef der Schiffahrtsabteilung in die Seekriegsleitung und beförderte ihn in dieser Funktion am 1. Februar 1943 zum Konteradmiral. Ab 5. Januar 1944 fungierte er als Kommandant der Seeverteidigung der Bretagne und Festungskommandant von Brest. Am 18. September 1944 geriet er in US-amerikanische Kriegsgefangenschaft, aus der er am 28. Februar 1947 entlassen wurde.
Otto Cuno liegt auf dem Kieler Nordfriedhof begraben.

## Auszeichnungen
- Eisernes Kreuz (1914) II. und I. Klasse[2]
- U-Boot-Kriegsabzeichen (1918)[2]
- Hanseatenkreuz Hamburg[2]
- Spange zum Eisernen Kreuz II. und I. Klasse
- Ritterkreuz des Eisernen Kreuzes mit Eichenlaub[3]
  - Ritterkreuz am 22. Dezember 1940
  - Eichenlaub am 15. September 1944 (583. Verleihung)